# سفارة أفغانستان في ألمانيا
سفارة أفغانستان في ألمانيا هي أرفع تمثيل دبلوماسي لدولة أفغانستان لدى ألمانيا. تقع السفارة في برلين وهي تهدف لتعزيز المصالح الأفغانية في ألمانيا.

## وصلات خارجية
- الموقع الرسمي
- قائمة سفارات أفغانستان
- قائمة السفارات في ألمانيا